# Mr.B・Bee ボンバーマン
『Mr.B・Bee ボンバーマン』は1995年3月1日にファンハウスより発売された音楽CDである。

## 概要
ハドソンのゲームボンバーマンシリーズのイメージソング2曲を収録したCD。初回特典として『スーパーボンバーマン ぱにっくボンバーW』のシールが付属。

## 収録曲
（出典：）
1. 噂のMr.B・Bee
作詞：横山武、作曲：野村義男、編曲：新川博
オリジナル作曲：福田裕彦・竹間淳
歌：テディ ボーイズ（坂本つとむ & 大塚ひろき）
2. Mr.B・Bee
作詞：岡かすみ、作曲・編曲：鶴由雄
オリジナル作曲：福田裕彦・竹間淳
歌：沢口遥
3. 噂のMr.B・Bee（オリジナル・カラオケ）
4. Mr.B・Bee（オリジナル・カラオケ）